# Britta Günther
Britta Günther (* 1970) ist eine deutsche Historikerin und Archivarin.

## Leben und Werk
Günther studierte von 1988 bis 1993 an der Martin-Luther-Universität Halle-Wittenberg und der Universität Leipzig Geschichte, Historische Hilfswissenschaften, Archivwissenschaft und Kunstgeschichte. Anschließend erwarb sie umfangreiche Kenntnisse auf dem Gebiet der sächsischen Landesgeschichte und Regionalgeschichte des Erzgebirges. Sie war wissenschaftliche Mitarbeiterin auf dem Jagdschloss Augustusburg und bei Reiner Groß am Lehrstuhl für Regionalgeschichte Sachsens an der Technischen Universität Chemnitz. Dort befasste sie sich von 1998 bis 2001 mit der Erschließung und Edition der sächsischen Landtagsüberlieferung innerhalb des Bestandes der Schönburgischen Herrschaften. Ab Anfang der 2000er Jahre ist Günther im sächsischen Archivwesen tätig. Seit 2013 ist sie als Sachbearbeiterin im Stadtarchiv Chemnitz angestellt.
Günther veröffentlichte mehrere Bücher, Schriften und Zeitschriftenbeiträge. Seit 1998 gehörte sie dem Redaktionsbeirat der Erzgebirgischen Heimatblätter an. Deren Redaktion übernahm sie am 16. November 2012 von Lothar Riedel. Sie lebt in Weißbach.

## Schriften (Auswahl)
- (mit Michael Wetzel) (Hrsg.): Die Grafen und Fürsten von Schönburg im Muldental. Via-Regia-Verlag, Olbersdorf 2012.
- Ein "Schlößchen" in Porschendorf. Zur Geschichte des Rittergutes Schlößchen bei Zschopau. Guthermuth, Grünhainichen 2010.
- (Hrsg.) 550 Jahre Weißbach – ein Geschichtsbuch. Weißbach, 2002.
- Thermalbad Wiesenbad, Thermalbad Wiesenbad Gesellschaft für Kur und Rehabilitation, Wiesenbad 2001.
- Die Burg Scharfenstein, Homilius, Berlin 2000.
- Schloss Augustusburg. Reihe Sachsens schönste Schlösser, Burgen und Gärten Bd. 2, Edition Leipzig, Leipzig 2000, ISBN 3-361-00483-7
- (mit Nina Krüger): Warmbad. Landratsamt Mittlerer Erzgebirgskreis, Marienberg 2000.
- Die Burg Wolkenstein., Homilius, Berlin 1999.